# Анабаптизм
Анабаптисты или перекрещенцы (от др.-греч. ἀνα- — приставка со значением «опять, вновь» и βαπτίζω — «крещение», то есть «вновь крещёные») — название участников радикального религиозного движения эпохи Реформации (XVI век), в основном, в Германии, Швейцарии, Нидерландах, полученное ими от своих противников. Сами анабаптисты предпочитали называть себя «крещенцами», то есть «крещёными» (нем. Täufer), подчёркивая крещение как сознательный выбор. Движение было крайне неоднородным и варьировалось от близости к общепризнанной протестантской традиции Магистерской Реформации и даже католицизма у одних представителей, до весьма странных, порой радикально-сектантских проявлений у других. Проблема неоднородности усугубляется тем, что «анабаптистами» нередко называют все группы, составлявшие движение Радикальной Реформации (анабаптисты, спиритуалисты, социниане и другие), хотя историки, особенно в последнее время, предпочитают их различать.
Основным признаком движения стал призыв к повторному крещению в сознательном возрасте. Представители радикальной части анабаптистов (многие из которых придерживались коммунистической идеи общности имущества, а некоторые и общности женщин) приняли участие в Крестьянской войне в 1524—1525 годах, образовали Мюнстерскую коммуну в 1534—1535 годах, и в конце концов были уничтожены. Другая часть занимала более умеренные позиции, придерживалась пацифизма (Гребель, Симонс, Марпек) или даже сотрудничала с местными властями (Губмайер). Она сохранилась до настоящего времени в форме общин меннонитов, гуттеритов и амишей, кроме того, к анабаптистам обычно относят братьев (данкеров). Идеи умеренных анабаптистов оказали влияние на формирование общин английских баптистов в Нидерландах в XVI веке.

## История

### Возникновение движения
Точное время появления анабаптистского движения определить так же сложно, как и само движение. Причиной этому несколько мест появления взглядов, впоследствии названных анабаптизмом. По мнению историков, существует несколько независимых мест зарождения анабаптистских идей: Швейцария, Австрия, Рейнская область и Нидерланды.
Ряд источников называет началом движения выступление в Саксонии так называемого движения пророков Цвиккау. Тогда суконщик из Цвиккау Николаус Шторх, знавший хорошо Св. Писание и, по мнению слушателей, озарённый наитием Св. Духа, вместе с Марком Штюбнером, бывшим студентом Виттенбергского университета, стал проповедовать новое учение, имевшее значительный успех. Впоследствии лидирующее место в радикальном движении занял священник Томас Мюнцер, бывший в то время одним из соратников Лютера. Мюнцер придал движению значительный социальный оттенок.
Впрочем, в большинстве своём историки предпочитают относить цвиккауское движение к общей категории Радикальной Реформации, поскольку по целому ряду признаков, а в особенности из-за отсутствия основного пункта учения анабаптистов — принятия крещения в сознательном возрасте, возникают сложности в его идеологическом объединении с анабаптизмом, хотя определённый уровень влияния пророков из Цвиккау и Мюнцера на анабаптистское движение в целом — несомненен.
Началом же самого анабаптистского движения считается реформация в Швейцарии. Точнее, непосредственным моментом появления анабаптистского движения, зародившегося в цвинглианстве, считается 1525 год, ставший годом окончательного разрыва между Цвингли и его бывшими соратниками Конрадом Гребелем, Георгом Блауроком, Михаелем Саттлером, Феликсом Манцем и их последователями. Поначалу поддерживая критику Цвингли, направленную против нерешительности Лютера в реформировании Церкви, впоследствии они направили эту же критику против самого Цвингли. 
Возглавил движение Швейцарских братьев (как они сами себя назвали), Конрад Гребель, сын влиятельного члена городского совета Цюриха и один из руководителей богословской школы, открытой Цвингли в Цолликоне, вблизи Цюриха. После бурных дебатов на синоде в Цюрихе, на котором Цвингли не смог переубедить своих бывших соратников, Гребель был публично (пере)крещен Георгом Блауроком, одним из бродячих отставных священников. Цвингли и городской совет Цюриха жёстко отреагировали на такие действия со стороны бывших соратников Цвингли, среди которых было немало приходских священников и ряд преподавателей библейской школы. В результате начавшихся преследований многие анабаптисты бежали в другие регионы империи: Эльзас, Пфальц, Тироль, Моравию и Нидерланды.

### От Крестьянской войны до Мюнстера
Гонения на анабаптистов, вызванные как их богословием — требованием крещения по вере, отрицанием централизованной церковной организации, так и социальным учением — отрицанием присяги, военной службы, отказом подчиняться правительству в сфере, противоречащей религиозным убеждениям, усилились в результате Крестьянской войны в Германии. К этому вела предполагаемая тесная связь между анабаптистами и Томасом Мюнцером, являвшимся одним из лидеров крестьянского восстания. Это же провоцировали и призывы некоторых радикально настроенных анабаптистов, которые требовали насильственного ниспровержения существующих порядков, аргументируя тем, что «вера без дел мертва».
Усилившееся после Крестьянской войны преследование анабаптистов не только не прекратило движения, но, наоборот, содействовало его распространению: изгоняемые из одних городов, перекрещенцы шли в другие и везде приобретали новых последователей, преимущественно среди низших классов населения, хотя в числе сторонников анабаптизма можно назвать ряд образованных и даже учёных людей (Ганс Денк, Гетцер и др.). В 1527 году Швейцарские братья предприняли попытку оформить свои взгляды в виде систематического изложения веры, известного под названием Шляйтхаймское исповедание, или Шляйтхаймский братский союз, принятый в небольшом швейцарском городке Шлайтайме, кантон Шаффхаузен. Автором исповедания считается Михаэль Саттлер. Исповедание было принято 24 февраля 1527 года и стало главным вероисповедным документом анабаптистов Швейцарии и Южной Германии. Однако ни Цвингли, ни Кальвин не приняли этого исповедания. Даже некоторые из видных анабаптистов (например, Губмайер) возражали против отдельных пунктов исповедания. Вторая попытка прийти к общему вероисповеданию состоялась в том же году в Аугсбурге, где лидеры Швейцарских братьев отвергли радикальное апокалиптическое учение Якова Гута. Аугсбургский съезд получил название «Синод Мучеников», так как все лидеры анабаптистов, принявшие в нём участие, погибли в течение года после его проведения.

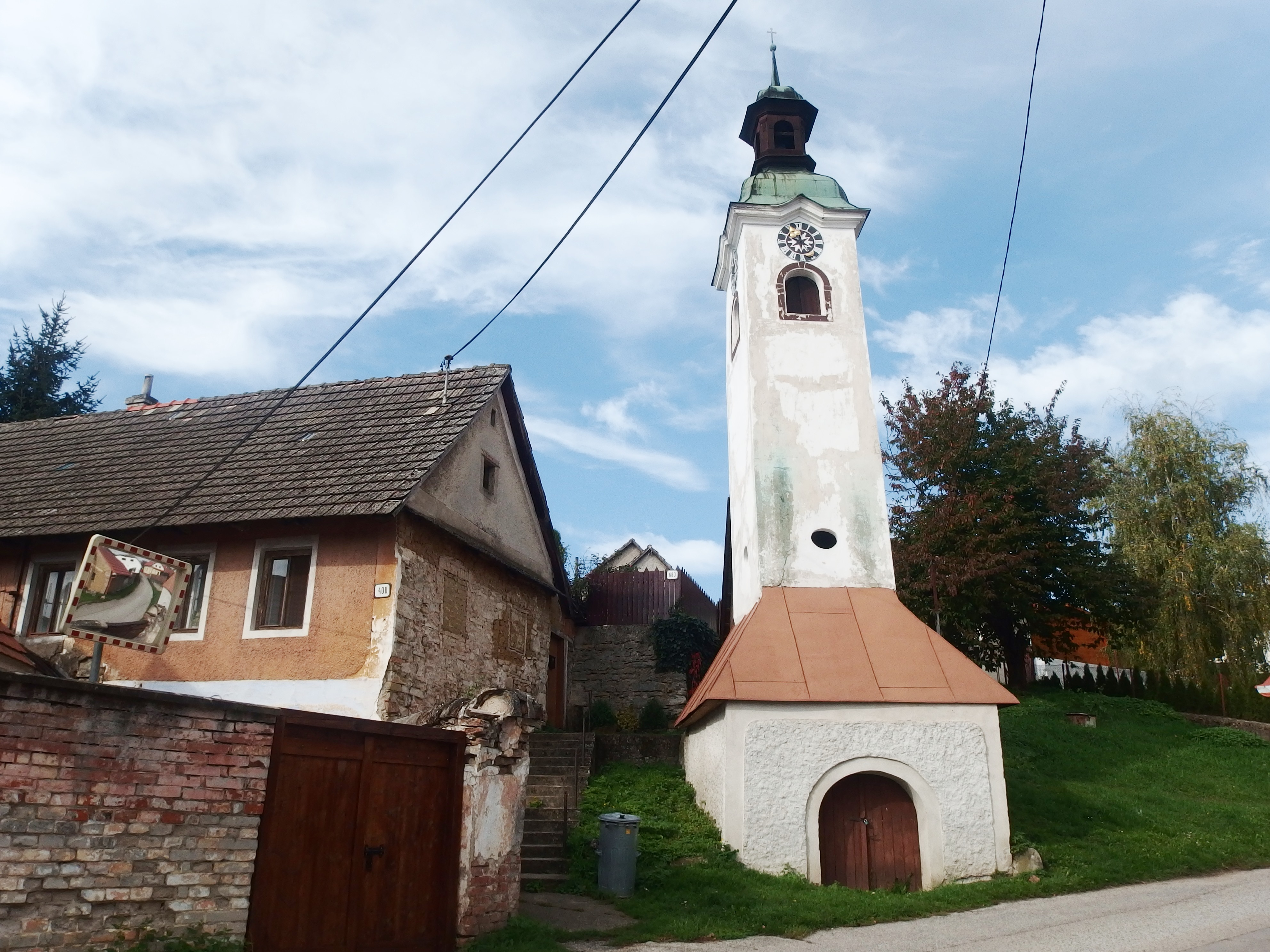
Габанская (анабаптистская) часовня в Соботиште, Словакия

Гонения вызвали бегство из Швейцарии тех анабаптистов, которые остались в живых. Так Саттлер бежал в Страсбург, один из наиболее либеральных по отношению к вероисповеданию городов Средневековой Европы. Губмайер в то же время бежал в Моравию, где нашёл убежище во владениях герцога Лихтенштейна. Денк укрылся в Нюрнберге, в 1527 году вернулся в Базель, однако через несколько месяцев умер от чумы. Тем не менее, к 1529 году все лидеры первого поколения Швейцарских братьев погибли. Оставшись без образованных руководителей (все лидеры первой волны получили университетское образование и были священниками), анабаптизм начал распадаться на различные течения, возглавляемые в основном малообразованными лидерами.
Во время гонений на перекрещенцев ни католические, ни протестантские государи не имели к ним никакой жалости. В Австрии и Тироле они умерщвлялись сотнями. Здесь же погиб и один из лидеров анабаптистов Бальтазар Губмайер. Вильгельм Баварский объявил: «Кто отречётся, будет обезглавлен. Кто не отречётся, будет сожжён». Целыми десятками перекрещенцы всходили на костры и эшафоты, всегда обнаруживая непоколебимую стойкость, удивлявшую современников. Лютер даже склонен был объяснять эту стойкость сатанинским наваждением.
К этому времени относится появление новых движений анабаптистов. На востоке, в Моравии, после смерти Губмайера анабаптисты приняли Шляйтхаймское исповедание и стали пацифистами. Со временем часть анабаптистов приняла взгляды моравских братьев и объединилась с ними. Другая часть переместилась немного восточнее, образовав свою епархию с центром в Соботиште, Словакия. На севере, в Нидерландах и Нижней Германии, анабаптистское движение, напротив, стало более радикальным, следуя апокалиптическому учению Мельхиора Хоффмана, объявившего о близости Страшного суда и Второго Пришествия.

### Анабаптисты в Мюнстере
Гонения и казни приводили перекрещенцев к ожиданию скорого наступления тысячелетнего царства Христова на земле. Особенно напряжёнными эти хилиастические чаяния сделались около 1530 года, когда несколько пророков предсказывали скорую кончину мира. Особенно остро это учение выразилось в Нидерландах и Нижней Германии, где Мельхиор Хоффман распространял своё учение. Объявив себя пророком Илией, он предвещал Второе пришествие Христа в 1533 году, а Страсбург, по его мнению, должен был стать Новым Иерусалимом. Прибыв в Страсбург, Хоффман был арестован и заключён в тюрьму, где и умер. Под влиянием его взглядов образовалось движение мельхиоритов (иногда называемых хоффманитами), которые строго следовали хилиастическим взглядам. Из числа последних особенно выдвинулся харлемский булочник Ян Матис, назвавший себя Энохом и выславший двенадцать апостолов на проповедь.
Поднявшееся в Мюнстере социальное движение привело к революции. Ян Матис (Матисен) прибыл в Мюнстер, совместно с Иоанном Лейденским, и возглавил движение. В городе было организовано теократическое государство в основе которого лежали коммунистические принципы общности имущества и социального равенства. Мюнстерский епископ несколько раз пытался вернуть город, однако католическо-протестантская коалиция смогла лишь подвергнуть город осаде. Даже несмотря на осаду послы от Матиса могли пробираться в другие города и распространять его воззвания. Во время одной из вылазок Матис был убит, и руководство движением перешло к Иоанну Лейденскому.
Возглавив мюнстерских мельхиоритов, Иоанн Лейденский в скором времени объявил себя царём и ввёл многожёнство. Согласно некоторым источникам в Мюнстерской коммуне также была введена общность жён. Однако ряд исследователей выражают в этом сомнение, относя рассказы об этом к пропаганде направленной против анабаптистов. В то же время Менно Симонс, будучи ещё католическим священником, навестив Мюнстер, высказал своё осуждение практике многожёнства и идее обобществления жён, которую, по его словам, высказывали некоторые из лидеров Мюнстерской коммуны. Отличительной особенностью мюнстерской коммуны также являлась необычная для других анабаптистов сосредоточенность на Ветхом Завете.
Голод и эпидемия ослабили защиту городских стен Мюнстера, и 24 июня 1535 года он был взят объединёнными католическо-протестантскими войсками под руководством Мюнстерского епископа. Многие адепты учения были казнены. Руководители Иоанн Лейденский, бургомистр города Бернд Книппердоллинг были обезглавлены, а их тела помещены в клетках на башне церкви св. Ламберта.

### Анабаптизм после Мюнстера
Подавление происшедшего в том же году восстания в Амстердаме, в ходе которого погибло около 30 тыс. человек, а затем и восстания в Генте в 1539—1540 годах, привели к окончательному ослаблению радикального крыла в анабаптизме. Хотя и после того находились верующие в скорое наступление тысячелетнего царства, но агрессивный период перекрещенства окончился. В Нидерландах и Нижней Германии возобладали пацифистские идеи Гребеля и Марпека. Менно Симонс, перейдя в анабаптизм, возглавил движение в Нидерландах, открыто осуждая войну и ношение оружия. В скором времени из-за гонений большая часть анабаптистов эмигрировала с континента в Англию, где они изменили своё название на меннонитов, по имени Менно Симонса. Часть, под руководством самого Симонса, переселилась в Данию, где им было дозволено жить. Основываемые ими общины мало-помалу теряли политический характер и осуждали войну и ношение оружия.

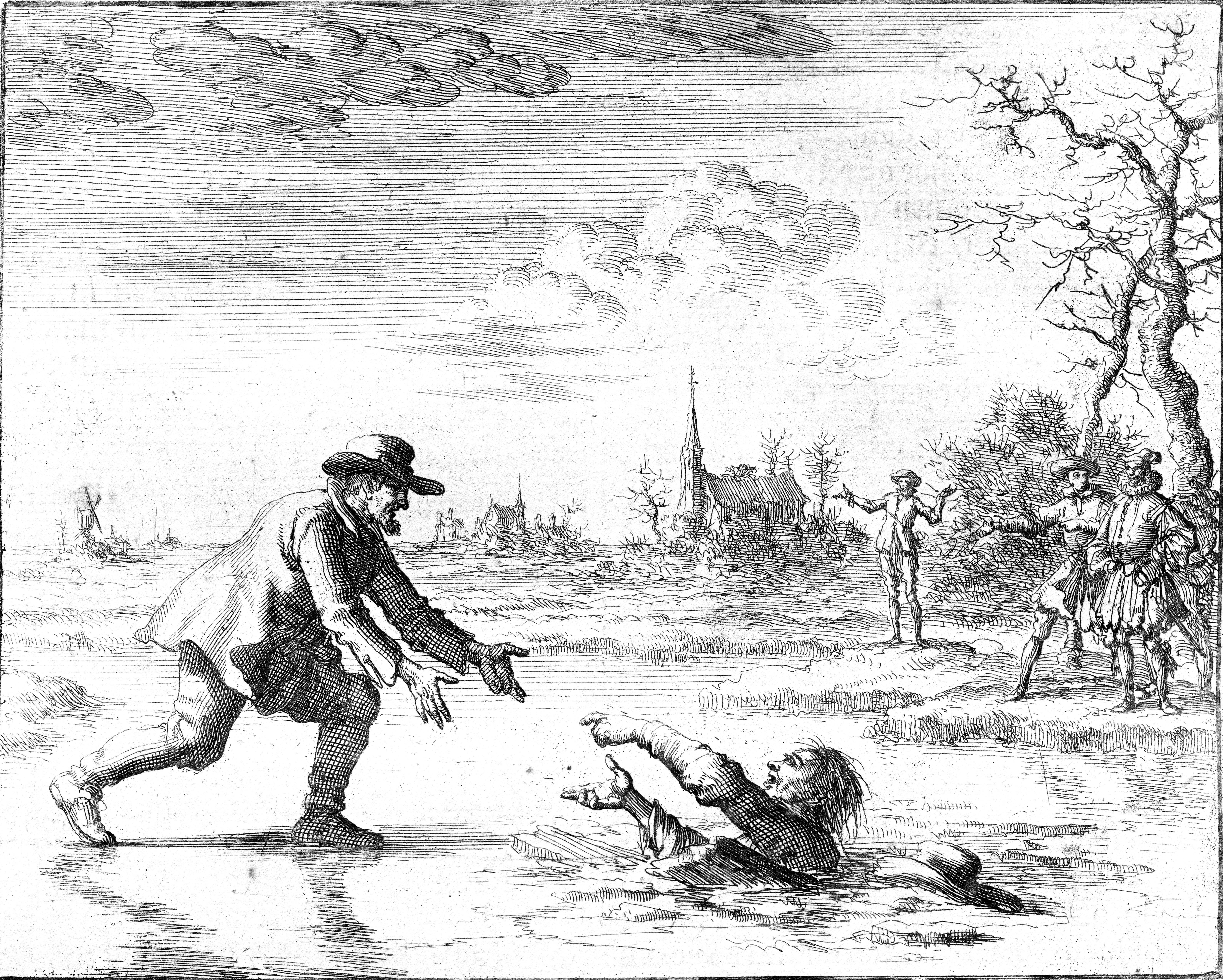
Анабаптист Дирк Виллемс спасает своего преследователя.

Быстрое распространение в Германии, Швейцарии и Голландии, привело анабаптизм к принятию конгрегациональной формы самоуправления, то есть локальные религиозные общины были связанных друг с другом братскими узами, но не составляли организационного единства. Такое единство могло быть образовано на локальном уровне среди нескольких ближайших общин, но это было практически невозможно на общегерманском уровне. Для взаимной помощи и защиты, а также для обсуждения вероучения, иногда собирались съезды, но образ жизни и варианты исповедания веры у каждой общины в основном оставались свои. Любые попытки объединения общин подавлялись властями. Общими признаками анабаптистов были, кроме крещения взрослых, проповедь возвращения к церкви апостольских времён, вера в милосердие Божие, в необходимость добрых дел, и учение о свободе воли человека.

## Учение

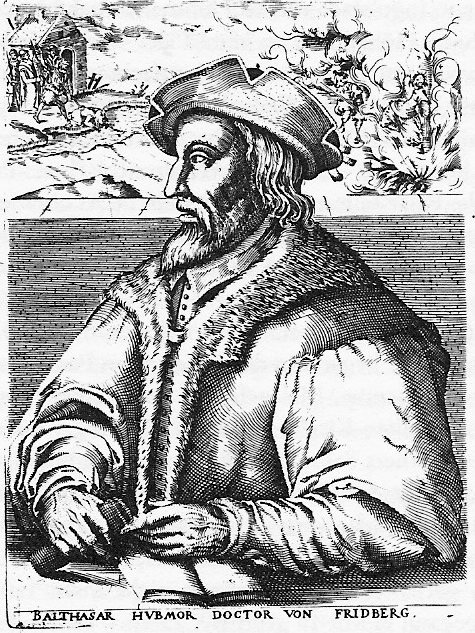
Бальтазар Губмайер — один из лидеров анабаптистов

Основными элементами учения анабаптистов, которые отличали их от других, современных им течений в христианстве были следующие:
- понимание сущности христианства как ученичества,
- понимание Церкви как братства,
- выражение христианской жизни в любви и непротивлении[17].

Эти элементы стали ключевыми для анабаптистского вероучения, отвергнувшего политический радикализм, проявившийся в Крестьянской войне и в Мюнстерском восстании, но принявшего радикализм духовный.
Понимание сущности христианства как ученичества является основополагающим принципом анабаптизма. Согласно такому пониманию, жизнь христианина является процессом преобразования в образ Христов. Анабаптисты не признавали «христианства» основанного только на интеллектуальном принятии догм, или на эмоциональных переживаниях. И то, и другое должно было находить своё выражение в делах, в преобразовании жизни, в научении от Христа и следовании Его учению. Как говорит исследователь анабаптистского движения Гарольд Бендер: «Их ключевым словом была не „вера“, как у реформаторов, а „следование“ (нем. Nachfolge Christi — следование за Христом)».
Практическим результатом такого понимания христианства были: крещение только в сознательном возрасте по вере (как результат выражения добровольного согласия быть учеником и последователем Христа), отношение к богословию как к вспомогательному инструменту, а не цели (поэтому анабаптистское богословие имело лишь частичное развитие), требование практических элементов освящения в жизни верующих.
Вторым важным элементом учения анабаптистов явилось понимание Церкви как братства, живущего согласно принципу ученичества и следования за Христом. Последствием такого понимания явился отказ от государственной церкви, и даже противление самому понятию государственной церкви, где гражданство и религиозная принадлежность тождественны. Анабаптисты отстаивали добровольность присоединения к Церкви по вере и личному убеждению каждого отдельного человека. Это было ещё одной причиной отрицания крещения младенцев, поскольку младенец не может сделать сознательный выбор в пользу принадлежности к Церкви.
Такое понимание Церкви и принадлежности к ней вело и к преобразованию социальной системы в целом. Какая-либо форма феодальной зависимости и социального неравенства, согласно анабаптистскому учению, была антихристианской, так как противоречила понятию братства. Отсюда же следует и понятие отделения (нем. Absonderung) церкви от мира.

## Течения и влияние современного анабаптизма
Несмотря на общее название, анабаптисты довольно быстро разделились на четыре основные ветви, связанные с местом их возникновения. Каждая из этих ветвей имеет собственный акцент в вероучении, что и определяет их особенности. Общим для всех конфессий является самоназвание «Братья». Отсюда нередкое использование названия «Братские церкви» (англ. Brethren Church, Church of the Brethren и т. п.).
Меннониты
Наиболее распространённая из существующих ветвей анабаптизма — меннониты, голландские анабаптисты, реформированные и реструктуризированные под влиянием Менно Симонса.
Гуттериты
Другая ветвь анабаптистского движения, придерживающаяся учения об общности имущества нашла возможность обосноваться в Моравии и Западной Словакии, где они получили от местного населения прозвище габаны (предположительно от нем. haben). Ввиду сильной роли Якова Гуттера (ум. 1535) и его учения, эти общины также известны под названием гуттеритов или Гуттерских братьев. Эти общины в силу общего места происхождения и близости названия нередко путают с моравскими братьями (гернгутерами).
Амиши
Третье, изоляционистское течение анабаптизма, швейцарские братья, сходно в учении с гуттеритами, однако не придерживается учения об общности имущества.
Братья (данкеры)
Четвёртая ветвь движения, именуемая также шварценаусскими братьями и немецкими баптистами. Происходит из радикального пиетизма Германии начала XVIII века, однако в силу схожести с меннонитами и гуттеритами обычно включается в анабаптизм.
Многочисленные общины наследников анабаптистского движения разбросаны по всему миру. Наибольшее количество их в Швейцарии, Голландии, Эльзасе, Германии и особенно в Соединённых Штатах Америки и Канаде. Достаточно большое их количество когда-то проживало в Российской империи, в основном это были меннониты. Поскольку большинство из них были немецкого происхождения, религиозные и национальные притеснения в советский период вызвали массовую эмиграцию меннонитов на Запад. Немногие из этих общин сохранили радикальный характер анабаптизма реформационной эпохи. Общим для них остаётся учение о крещении взрослых, отрицание присяги (клятвы), военной службы (пацифизм) и строгость в нравах.
Некоторые усматривают влияние немецких анабаптистов в соединении религиозно-нравственной системы с социально-политической программой, которая встречается в Англии XVII века у индепендентов. Это же влияние, особенно эсхатологическое ожидание скорого наступления Тысячелетнего Царства Божия, наблюдалось у «людей пятой монархии», отрицавших всякую власть на земле, кроме Христовой, и устроивших заговор против Кромвеля, в котором принимали участие и голландские анабаптисты. Заговор был раскрыт (1657), а его вожаки посажены в тюрьму.
Несомненно, что учение анабаптистов оказало определённое влияние на вероучение баптистов, других евангельских церквей и вообще на движение свободных церквей в целом. Таким образом, анабаптисты занимают свою особую нишу в истории христианства.